# Madelos
Madelos (llamada oficialmente Santalla de Madelos) es una parroquia española del municipio de Friol, en la provincia de Lugo, Galicia.

## Otras denominaciones
La parroquia también es conocida por el nombre de Santa Eulalia de Madelos.

## Organización territorial
La parroquia está formada por cinco entidades de población:
- Córneas
- Cotón (O Cotón)
- Penas (As Penas)
- Vila Grande (A Vila Grande)
- Vila Pequena (A Vila Pequena)

## Demografía
| Gráfica de evolución demográfica de Madelos entre 2000 y 2019 |
|                                                               |
| Datos según el nomenclátor publicado por el INE.              |